# Scaptodrosophila puncteluta
Scaptodrosophila puncteluta är en tvåvingeart som först beskrevs av Toyohi Okada 1986.  Scaptodrosophila puncteluta ingår i släktet Scaptodrosophila och familjen daggflugor. Inga underarter finns listade i Catalogue of Life.